# Parque Regional de la Sierra de Gredos

Ligging van het park (rood) in Castilië en León (andere natuurgebieden in het donkergroen)

Het Parque Regional de la Sierra de Gredos (Regionaal Natuurpark Sierra de Gredos) is een Spaans natuurpark in het zuiden van de provincie Ávila in de autonome regio Castilië en León.
De Sierra de Gredos is een bergketen in het midden van het Iberisch Schiereiland en is gesitueerd tussen Ávila, Cáceres, Madrid en Toledo. Het natuurpark beschermt de hoogste toppen van de Sierra de Gredos, de hoogste bergketen van het Castiliaans Scheidingsgebergte. Het hoogste punt is de Pico Almanzor (2592m), die samen met andere bergtoppen het keteldal Circo de Gredos vormt. Aan de voet ervan ligt de Laguna Grande. In het regionaal natuurpark van de Sierra de Gredos leven heel wat diersoorten, waaronder de Gredossteenbok (Capra pyrenaica victoriae).
Het beschermd gebied omvat een gedeelte van de volgende gemeenten: El Arenal, Arenas de San Pedro, Bohoyo, Candeleda, La Carrera, Cuevas del Valle, Gil García, Guisando, El Hornillo, Hoyos del Collado, Hoyos del Espino, Los Llanos de Tormes, Mombeltrán, Nava del Barco, Navalonguilla, Navalperal de Tormes, Navarredonda de Gredos, Navatejares, Puerto Castilla, Santiago del Tormes, San Juan de Gredos, San Martín del Pimpollar, Solana de Ávila, Tormellas, Umbrías, Villarejo del Valle, Zapardiel de la Ribera en San Esteban del Valle.